# Tack för musiken!
Tack för musiken! är en musiktalkshow i SVT med Niklas Strömstedt som värd. Det producerades fyra säsonger som sändes 2011 och 2015. Efter ett längre uppehåll producerades 2024 en femte säsong. 
I varje avsnitt bjuder Niklas Strömstedt in en artist. Denna får i sin tur besök av en eller flera gäster som har anknytning till artisten. Även en studioorkester medverkar. Det allra första programmet spelades in på Maximteatern i Stockholm den 20 augusti 2011. Efter fyra säsonger lades programmet ner. Programmen sändes med fyra till sex avsnitt under perioden november–januari. År 2024 återuppstod programmet med åtta avsnitt som sänds i två omgångar under våren och sommaren.

## Medverkande artister

### Säsong 1 (2011/2012)[4]
- Ola Salo
- Eva Dahlgren
- Orup
- Annika Norlin
- Pernilla Andersson
- Lars Winnerbäck

### Säsong 2 (2012/2013)[5]
- Plura Jonsson
- Lena Philipsson
- Darin
- Lisa Nilsson
- Tomas Ledin
- Anna Ternheim

### Säsong 3 (2013/2014)[5]
- Björn Skifs
- Marie Fredriksson
- Amanda Jenssen
- Peter LeMarc
- Petter
- Lisa Miskovsky

### Säsong 4 (2014/2015)[6]
- Jill Johnson
- Peter Jöback
- Sarah Dawn Finer
- Mauro Scocco

### Säsong 5 (2024)[7]
- Danny Saucedo
- Miriam Bryant
- Björn Dixgård
- Miss Li
- Jireel
- Bo Sundström
- Per Gessle
- Molly Sandén